# 利己主義
利己主義（りこしゅぎ、英: egoism）は、自己の利益を重視し、他者の善行を軽視、無視する考え方。それにより、他者が不利益や損害を被ることも少なくない。

## 概要
「利己主義」は英語のegoism（エゴイズム）におおよそ相当するが、英語の "ego-ism" は " 己-主義 " ということであり、日本語よりもさらに広い範囲を指すので若干注意を要する。他者の不利益を求める悪、万人の利益を求める功利主義とは区別される。利己主義の対義語は、利他主義である。ナルシシズム（自己愛）の表れとするものもある。利己主義とは区別される場合も存在する。
利己主義を行う者を利己主義者と呼び、フランスの社会学者・アレクシ・ド・トクヴィルによると、個人主義者とは区別される。

## 通念
利己主義は通常は以下のような観念と結び付けられて理解されることが多い。
- マキャヴェリズム
- 集団主義

ただし、現実には社会主義や国家主義など、利己主義とは相反する観念と結びつく場合も多い。

## 哲学
哲学においては利己主義は、心理的利己主義 と 倫理的利己主義 の二種類に分類されている。

### 心理的利己主義
心理的利己主義は、「人間の行為は自分自身の利害に現に常に動機付けられている」とする見解。「人間の本性(心理)は快楽主義（幸福主義）であろう」との想定である。（心理的）利他主義と対比される。経済学の理論などで想定される（架空の）「自己の利益のみに常に関心を持つ "合理的" 経済人」は、この心理的利己主義者に当たる。倫理的利己主義とは異なった説明である。

### 倫理的利己主義
倫理的利己主義は、「人の行為は自分自身の利害に動機付けられるべきである」とする倫理学上の立場である。利他主義や心理的利己主義と対立的に説明される。
"行為の善悪や正否のよりどころは「自分自身の最大幸福」であり（原則上は）他人に被害があってもかまわない" と考えるので、功利主義（＝集団の利益を考慮）と対立する。
ただし実際には、社会に利益をもたらせば、めぐりめぐって自分の利益として戻ってくることが多く、また自身の利己的な行動が周囲の行動へと伝染し、他者の利己的な行動を誘発し、めぐりめぐって自己の不利益ともなるので、利己主義（者）であっても、左記を理解し長期的な合理性を考慮し行動をする者に限定すれば、結果は（ある程度）利他的になるとも考えられている。

ショーペンハウアーは『意志と表象としての世界』にてインド哲学に言うマーヤーのヴェールを個体化の原理と解し、エゴイズムの存立と本質を各個体自身が直接に意志の全体的な表象者として与えられている点によって説明している。

### 哲学関連項目
- 自我
- 倫理学
  - 快楽主義
  - 功利主義
  - 利他主義